# Mimante (mitologia)
Nella mitologia greca Mimante o Mimas (in greco antico: Μίμας, traslitterato Mímas) era un gigante figlio di Urano, personificazione del cielo, e di Gea, la Dea primordiale, personificazione della terra.
Come gli altri giganti figli di Gea, Mimante veniva descritto come un gigante nato completamente armato, con code di serpente a coprirgli i piedi.
Secondo Apollodoro di Atene, nella Gigantomachia, la guerra contro gli dei dell'Olimpo, Mimante fu ucciso da Efesto che utilizzò una massa di ferro fuso sotto la quale il gigante rimase intrappolato. Altre fonti tramandano che fu invece ucciso da Ares o anche fulminato da una saetta scagliata da Zeus.
Si tramanda che l'isola di Procida giaccia sopra il corpo di Mimante.